# John McCarthy
John McCarthy (født 4. september 1927 i Boston, Massachusetts, død 24. oktober 2011) var en amerikansk matematiker, kendt som pioner inden for kunstig intelligens og skaberen af programmeringssproget Lisp.
McCarthy fik en bachelorgrad i matematik fra California Institute of Technology i 1948 og en Ph.d. i matematik fra Princeton University i 1951. McCarthy blev herefter ansat på Princeton og senere Stanford University. Han lagde i denne periode grundlaget for kunstig intelligens, og han var i 1955 den første til at bruge dette udtryk.
I slutningen af 1950'erne kom McCarthy til MIT, og han skabte her programmeringssproget Lisp; Lisp er begyndt i 1958 og offentliggjort i 1960. McCarthy var med til at grundlægge MIT's AI Lab, et førende forskningscenter for kunstig intelligens og styresystemer. McCarthy var i denne periode med til at udvikle styresystemer baseret på tidsdeling og teoretisk arbejde om beregnelighed.
I 1962 vendte McCarthy tilbage til Stanford, hvor han senere blev pensioneret. McCarthy har på Stanford arbejdet med alle aspekter af kunstig intelligens, herunder korrekthedsbeviser for computerprogrammer, ikke-monotone ræsonnering og formalisering af dagligdags viden og sund fornuft.
McCarthy modtog i 1971 ACM's Turing Award for sit arbejde med kunstig intelligens.